# Умару Яр-Адуа
Ума́ру Яр-Аду́а (Umaru Musa Yar'Adua; *16 серпня 1951, Кацина — 5 травня 2010, Абуджа) — нігерійський політичний діяч, 13 президент країни 21 квітня 2007 — 5 травня 2010 року, член Народно-демократичної партії Нігерії).

## Освіта, викладацька і бізнесова діяльність
Умару Яр-Адуа народився 16 серпня 1951 року в місті Кацина (штат Кацина) і аристократичній фуланській родині.
Отримав вищу освіту в галузі хімії, і деякий час викладав у низці ВНЗ Лагосу і Зарії.
Умару Яр-Адуа бере активну участь у бізнесі, є головою керівних і/або наглядових рад багатьох компаній, зокрема, у 1995-99 рр. був головою правління одного з найбільших нігерійських банків Habib Nigeria Bank Ltd.

## Політична діяльність
У. Яр-Адуа починав політичну кар'єру як лівий політик. Членом Конституціної асамблеї вперше обрано у 1988 році.
В 1999 році Умару Яр-Адуа обрано губернатором мусульманського штату Кацина (переобрано на цій посаді 2003 року). Саме за його правління 2000 року в судочинстві штату було запроваджено шаріат, а сам Яр-Адуа став першим нігерійським губернатором, що задекларував свої прибутки.
16-17 грудня 2006 року Умару Яр-Адуа було названо кандидатом на пост президента від правлячої Народно-демократичної партії Нігерії, і на президентських виборах 21 квітня 2007 року, в тому числі і за рахунок допомогу з боку тодішнього нігерійського лідера Олусеґуна Обасанджо, а також продуманої передвиборчої кампанії (оснвними гаслами були боротьба з корупцією) Умару Яр-Адуа впевнено переміг, отримавши 70 % голосів виборців (згідно з офіційними даними, оприлюдненими 23 квітня 2007 року).
Уже в червні-липні У. Яр-Адуа взявся виконувати передвиборчі обіцянки, змістивши й заарештувавши за обвинуваченнями в корупції низку високих чиновників, в тому числі і рівня губернаторів.
У цьому ж році опозиція в особі Бухарі і Абубакара спробувала опротестувати результати президентських виборів 2007 року, звинувачуючи офіційну владу у підлогах, шахрайстві з підрахунком голосів тощо, однак 26 лютого 2008 суд відмовив позивачам у розгляді справи.

## Особисте життя і родина
Яр-Адуа вперше одружився у 1975 році, дружина Тураї народила в шлюбі 7 дітей. Одна з дочок Зейнаб одружена з губернатором штату Кеббі Usman Saidu Nasamu Dakingari. Від другого шлюбу (з Hauwa Umar Radda, 1992—1997 рр.) в Яр-Адуа двоє дітей.

## Смерть
5 травня 2010 року представник адміністрації президента Нігерії Олусеган Аденіу повідомив інформаційній агенції AFP, про те, що Умару Яр-Адуа помер на своїй віллі в передмісті Абуджі.. Офіційні подробиці причин смерті нігерійського президента не називаються, проте відомо, що з листопада 2009 року Яр-Адуа фактично припинив виконання президентських обов'язків через хворобу серця та тривалий час перебував на лікуванні в Саудівській Аравії. Тимчасовий президент Нігерії Гудлак Джонатан оголосив у державі семиденну жалобу. Згідно з мусульманським звичаєм тіло У. Яр-Адуа було поховане 6 травня 2010 року.